# Гора Ясур (вулкан)
Гора Ясур — вулкан на острові Танна, Вануату, висотою 361 м над рівнем моря, на узбережжі біля Сульфур-Бей, на північний схід від вищої гори Тукосмера, яка була активною в плейстоцені. Вулкан є стратовулканом і має пірокластичний конус з майже круглим вершинним кратером 400 м у діаметрі. Своєму утворенню гора Ясур завдячує рухомим на схід Індо-Австралійської плити, яка субдукувала під Тихоокеанську плиту, що рухається на захід. Вулкан вивергається майже безперервно протягом кількох сотень років, хоча зазвичай до нього можна безпечно підійти. Його виверження, які часто відбуваються кілька разів на годину, класифікуються як стромболійські або вулканські. Велика лавова рівнина простягається через долину біля його підніжжя.
Сяйво вулкана, очевидно, було тим, що привернуло капітана Джеймса Кука під час першої європейської подорожі на острів у 1774 році. Сьогодні ж гора є священною територією для культу карго Джона Фрума. Члени культу шанують Джона Фрума, посланця, який передрік принесення багатства на острів американськими військами, і вірять, що він живе на горі Ясур зі своїми земляками. Село Сульфур-Бей, центр руху, вважає вулкан частиною своєї території.

## Назва
Назва цього вулкана походить від квамерського терміну iasur, що означає «вулкан».

## Геологічна спадщина МСГН
У зв'язку з його 800-річним виверженням і тим, що його називають маяком Тихого океану, Міжнародний союз геологічних наук (IUGS) включив вулканічний комплекс Ясур-Єнкахе до свого списку зі 100 об'єктів геологічної спадщини по всьому світу в списку, опублікованому в жовтень 2022 р. Організація визначає об'єкт геологічної спадщини IUGS як «ключове місце з геологічними елементами та/або процесами, що мають міжнародне наукове значення, яке використовується як довідник, та/або зі значним внеском у розвиток геологічних наук протягом історії».

## Доступність
Гора Ясур є легко доступним діючим вулканом і є головною туристичною визначною пам'яткою Вануату. Уряд Вануату стежить за рівнем вулканічної активності в інтересах як туристів, так і місцевих жителів. Цей моніторинг здійснюється Обсерваторією геонебезпек Вануату.
Важливість вулкана для індустрії туризму Танни призвела до того, що місцева влада створила рівні для оповіщення людей. Ці рівні коливаються від 0 до 5 і зазначають, що виверження може статися на будь-якому рівні.
- Рівень 0 — Нормальний
- Рівень 1 — Ознаки вулканічної активності
- Рівень 2 — значна активізація
- Рівень 3 — незначне виверження
- Рівень 4 — помірне виверження
- Рівень 5 — Дуже велике виверження